# 尤卡·亨图宁
尤卡·亨图宁（芬蘭語：Jukka Hentunen，1974年5月3日—），芬兰男子冰球运动员。他曾代表芬兰参加2006年冬季奥林匹克运动会冰球比赛，获得一枚银牌。他也共获得四枚世界男子冰球锦标赛奖牌。